# Back Through Time
Back Through Time is het derde studioalbum van de Schotse power- en folkmetalband Alestorm. Het album werd uitgebracht in 2011. De limited edition-versie bevat twee extra nummers. Dat zijn covers van nummers van The Wurzels en Lazy Town.

## Tracklist
| Nr. | Titel                                                                                           | Tekst                         | Muziek                           | Duur |
| --- | ----------------------------------------------------------------------------------------------- | ----------------------------- | -------------------------------- | ---- |
| 1.  | Back Through Time                                                                               | Christopher Bowes             | Christopher Bowes                | 5:03 |
| 2.  | Shipwrecked                                                                                     | Christopher Bowes             | Christopher Bowes                | 3:31 |
| 3.  | The Sunk'n Norwegian                                                                            | Christopher Bowes             | Christopher Bowes                | 4:07 |
| 4.  | Midget Saw                                                                                      | Christopher Bowes & Alan Carr | Christopher Bowes & Peter Alcorn | 3:18 |
| 5.  | Buckfast Powersmash                                                                             | Christopher Bowes & Tim Shaw  | Christopher Bowes                | 2:33 |
| 6.  | Scraping the Barrel                                                                             | Christopher Bowes             | Christopher Bowes                | 4:40 |
| 7.  | Rum                                                                                             | Christopher Bowes             | Christopher Bowes                | 3:29 |
| 8.  | Swashbuckled                                                                                    | Christopher Bowes             | Christopher Bowes                | 3:53 |
| 9.  | Rumpelkombo                                                                                     | Chris Boltendahl              | Christopher Bowes                | 0:06 |
| 10. | Barrett's Privateers (Cover van Stan Rogers met de zanger Heri Joensen van de band T˝r)         | Stan Rogers                   | Stan Rogers                      | 4:41 |
| 11. | Death Throes of the Terrorsquid (Samen met de zanger Ken Sorceron van de band Abigail Williams) | Christopher Bowes             | Christopher Bowes                | 7:46 |
| 12. | I Am a Cider Drinker (Cover van The Wurzels – Bonustrack op de limited edition)                 |                               |                                  | 2:58 |
| 13. | You Are a Pirate (Cover van Lazy Town – Bonustrack op de limited edition)                       |                               |                                  | 1:33 |